# تاسيتس
بابليوس (أوغايوس) كورنِليوس تاسيتُس (55-120م). كان مؤرخاً ورئيس قضاة في إحدى مقاطعات الإمبراطورية الرومانية، فقد الكثير من كتاباته وأهم ما تبقى منها أجزاء من كتابي الحوليات والتواريخ والذين يعدان من أعظم أعماله التاريخية، يركز الكتابان على حقبة الأباطرة الرومان تيبريوس وكلوديوس ونيرون وحكام ما يعرف بعام الأباطرة الأربعة، ويغطيان الفترة ما بين موت أغسطس (14م) إلى موت دوميتيانوس (96م). يوجد فجوات هائلة في نصوص أعماله المتبقية من بينها واحدة بطول أربعة أسفار (أربعة أجزاء) من كتاب الحوليات.
لتاسيتس أعمال أخرى كتلك التي تتناول فن الخطابة في صورة حوار (انظر حوار الخطباء "Dialogus de oratoribus ") أو عادات وتقاليد الشعوب الجرمانية (انظر كتاب جرمانيا "De origine et situ Germanorum") وله تدوينات في السيرة الشخصية لحميه أجريكولا وخاصة أثناء حملة الأخير على بريطانيا (انظر حياة أجريكولا "De vita et moribus Iulii Agricolae").
يعتبر تاسيتس أحد كتاب الحقبة الأخيرة من العصر الفضي للأدب اللاتيني ويتميز أسلوبه بالجرأة وخفة الظل والإيجاز وأحياناً الاستخدام غير المألوف للغة اللاتينية.

## حياته
على الرغم من أن أعمال تاسيتس بها الكثير من المعلومات عن الحقبة التي عاصرها إلا أن بها ندرة في المعلومات عن حياته الشخصية، ولا نعرف عن حياته سوى قليل من التلميحات المتناثرة في شتى أعماله ومن خلال خطابات أحد أصدقائه وواحد من معجبيه والذي يدعى بلينيوس الأصغر وكذلك من خلال أحد النقوش التي عثر عليها بميلاسا في كاريا وأيضاً من خلال التخمينات المبنية على المعلومات المتاحة عن حياته.
ولد تاسيتس في سنة 55 أو 56 أو 57م لعائلة تنتمي لطبقة الفرسان، وكسائرالعديد من الكتاب اللاتينيين في العصرين: الذهبي والفضي، فإنه من المحتمل أن يكون إما من مقاطعة شمال إيطاليا أو غال ناربوننسيس أو هسبانيا، ولا يعرف على وجه الدقة مكان وتاريخ ولادته، كما أن اسمه الأول يعد لغزاً إذ أنه يدعى باسم غايوس في خطابات سيدونيوس أبوليناريس "Sidonius Apollinaris" بينما الاسم الوارد في أكبر مخطوط متبقٍ لعمله هو بابليوس وقد اقترح أحد الباحثين أن اسمه الأول سِكستُس ولكن لم يلقَ رأيه رواجاً.

### عائلته والنشأة
لقد تم القضاء على العائلات الأرستقراطية القديمة إلى حد كبير خلال فترات الحرمان من حماية القانون في نهاية العصرالجمهوري لروما، ومن الواضح أن تاسيتس يدين برتبته للأباطرة الفلافيين (التواريخ 1. 1)، أما النظرية القائلة بأنه من نسل أحد الرقيق المعتوقين فليس لها ما يدعمها سوى ما جاء في حديث له مصطنع بأن «الكثير من أعضاء مجلس الشيوخ والفرسان من نسل أرقاء معتوقين» (الحوليات 13. 27) وأبرز المؤرخين يستبعدون هذا.
لعل أباه هو الوالي (procurator) كورنيليوس تاسيتس، والي بلجيكا وجرمانيا، والذي يقول عنه بلينيوس الأكبر في تاريخه الطبيعي: «إن لكورنيليوس ابناً قد نمى وأصبح طاعناً قي السن في وقت قصير» (التاريخ الطبيعي لبلينيوس 7. 76) مما يوحي بموته المبكر، وبما أنه لا يوجد ذكر في أي من السجلات المتبقية عن الموت المبكر لتاسيتس فإنه من المرجح أن يكون المقصود بهذه العبارة هو أحد أشقائه. كانت تربطه علاقة صداقة ببلينيوس الأصغر الفيلسوف المعروف وابن أخ بلينيوس الأكبر، ولقد قادت الصلة بين تاسيتس وبلينيوس الأصغر عدة من الباحثين إلى نتيجة مفادها أنهما ينتميان لعائلتين من نفس الطبقة الاجتماعية والمستوى المادي والجذور الاجتماعية؛ أي كانا من عائلتين إقليميتين تنتميان لطبقة الفرسان وعلى قدر من الثراء الملحوظ.

## روابط خارجية
- تاسيتس على موقع الموسوعة البريطانية (الإنجليزية)
- تاسيتس على موقع إن إن دي بي (الإنجليزية)
- تاسيتس على موقع ديسكوغز (الإنجليزية)